# Фуенте-ла-Ланча
Фуенте-ла-Ланча (ісп. Fuente la Lancha) — муніципалітет в Іспанії, у складі автономної спільноти Андалусія, у провінції Кордова. Населення — 374 особи (2010).
Муніципалітет розташований на відстані близько 270 км на південний захід від Мадрида, 80 км на північний захід від Кордови.

## Демографія
Динаміка населення (INE ):

## Галерея зображень

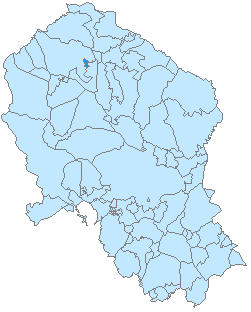
Розташування муніципалітету у провінції Кордова